# Liste der olympischen Schwimmrekorde

## Männer
| Disziplin           | Sportler                           | Nation                 | Zeit     | Datum           | Ort            |
| ------------------- | ---------------------------------- | ---------------------- | -------- | --------------- | -------------- |
| 050 m Freistil      | Cesar Cielo Filho                  | Brasilien              | 00:21,30 | 16. August 2008 | Peking         |
| 100 m Freistil      | Eamon Sullivan                     | Australien             | 00:47,05 | 13. August 2008 | Peking         |
| 200 m Freistil      | Michael Phelps                     | USA                    | 01:42,96 | 12. August 2008 | Peking         |
| 400 m Freistil      | Sun Yang                           | Volksrepublik China    | 03:40,14 | 28. Juli 2012   | London         |
| 1500 m Freistil     | Grant Hackett                      | Australien             | 14:38,92 | 15. August 2008 | Peking         |
| 100 m Rücken        | Ryan Murphy                        | USA                    | 00:51,97 | 8. August 2016  | Rio de Janeiro |
| 200 m Rücken        | Tyler Clary                        | USA                    | 01:53,41 | 2. August 2012  | London         |
| 100 m Brust         | Adam Peaty                         | Vereinigtes Königreich | 00:57,13 | 6. August 2016  | Rio de Janeiro |
| 200 m Brust         | Dániel Gyurta                      | Ungarn                 | 02:07,28 | 1. August 2012  | London         |
| 100 m Schmetterling | Joseph Schooling                   | Singapur               | 00:50,39 | 16. August 2008 | Peking         |
| 200 m Schmetterling | Michael Phelps                     | USA                    | 01:52,03 | 13. August 2008 | Peking         |
| 200 m Lagen         | Michael Phelps                     | USA                    | 01:54,23 | 15. August 2008 | Peking         |
| 400 m Lagen         | Léon Marchand                      | Frankreich             | 04:02,95 | 28. Juli 2024   | Paris          |
| 4 × 100 m Freistil  | Phelps, Weber-Gale, Jones, Lezak   | USA                    | 03:08,24 | 11. August 2008 | Peking         |
| 4 × 200 m Freistil  | Phelps, Lochte, Berens, Vanderkaay | USA                    | 06:58,56 | 13. August 2008 | Peking         |
| 4 × 100 m Lagen     | Murphy, Miller, Phelps, Adrian     | USA                    | 03:27,95 | 13. August 2016 | Rio de Janeiro |

## Frauen
| Disziplin           | Sportler                                 | Nation             | Zeit     | Datum           | Ort            |
| ------------------- | ---------------------------------------- | ------------------ | -------- | --------------- | -------------- |
| 050 m Freistil      | Emma McKeon                              | Australien         | 00:23,81 | 1. August 2021  | Tokio          |
| 100 m Freistil      | Emma McKeon                              | Australien         | 00:51,96 | 30. Juli 2021   | Tokio          |
| 200 m Freistil      | Ariarne Titmus                           | Australien         | 01:53,50 | 28. Juli 2021   | Tokio          |
| 400 m Freistil      | Katie Ledecky                            | USA                | 03:56,46 | 7. August 2016  | Rio de Janeiro |
| 800 m Freistil      | Rebecca Adlington                        | Verein. Königr.    | 08:14,10 | 16. August 2008 | Peking         |
| 1500 m Freistil     | Katie Ledecky                            | USA                | 15:35,35 | 26. Juli 2021   | Tokio          |
| 100 m Rücken        | Kaylee McKeown                           | Australien         | 00:57,47 | 27. Juli 2021   | Tokio          |
| 200 m Rücken        | Missy Franklin                           | Vereinigte Staaten | 02:04,06 | 3. August 2012  | London         |
| 100 m Brust         | Tatjana Schoenmaker                      | Südafrika          | 01:04,82 | 25. Juli 2021   | Tokio          |
| 200 m Brust         | Tatjana Schoenmaker                      | Südafrika          | 02:18,95 | 30. Juli 2021   | Tokio          |
| 100 m Schmetterling | Sarah Sjöström                           | Schweden           | 00:55,48 | 7. August 2016  | Rio de Janeiro |
| 200 m Schmetterling | Zhang Yufei                              | China              | 02:03,86 | 29. Juli 2021   | Tokio          |
| 200 m Lagen         | Katinka Hosszú                           | Ungarn             | 02:06,58 | 8. August 2016  | Rio de Janeiro |
| 400 m Lagen         | Katinka Hosszú                           | Ungarn             | 04:26,36 | 6. August 2016  | Rio de Janeiro |
| 4 × 100 m Freistil  | B. Campbell, C. Campbell, Harris, McKeon | Australien         | 03:29,69 | 25. Juli 2021   | Tokio          |
| 4 × 200 m Freistil  | Li, Tang, Yang, Zhang                    | China              | 07:40,33 | 29. Juli 2021   | Tokio          |
| 4 × 100 m Lagen     | Campbell, Hodges, E. McKeown, K. McKeown | Australien         | 03:51,60 | 1. August 2021  | Tokio          |